# Richard de la Pole
Richard de la Pole (* um 1480; † 24. Februar 1525 in Pavia, Herzogtum Mailand) war der letzte bedeutende Angehörige der Familie de la Pole und der letzte Anwärter des Hauses York auf den englischen Thron.

## Leben
Er war der Sohn von John de la Pole und Elizabeth of York. Seine beiden älteren Brüder John, Earl of Lincoln, und Edmund, Earl of Suffolk, hatten trotz der hoffnungslosen Umstände nach der Schlacht von Bosworth stets auf ihr Recht auf die Krone gepocht.
John hatte sich dem Rebell Lambert Simnel 1487 angeschlossen und fiel in der Schlacht von Stoke.
Sein zweitältester Bruder Edmund versuchte im deutschen König und späteren Kaiser Maximilian I. einen Verbündeten für seinen hoffnungslosen Versuch, den englischen Thron zu erlangen, zu finden. König Heinrich VII. von England sah diesen Umsturzversuchen 1504 nicht länger zu und erkannte Edmund seinen verbliebenen Titel als Earl of Suffolk ab. Danach schloss er einen Vertrag mit dem Kaiser, der ihm zusicherte, keine englischen Rebellen mehr zu unterstützen. Edmund wandte sich, da er keine Unterstützung vom Kaiser mehr erwarten konnte, nach Aachen, wo er einen großen Schuldenberg hinterließ.
Dort suchte ihn dann Richard auf, der den Familienbesitz hatte verlassen müssen, welchen die Familie mit der Earlswürde verloren hatte. Edmund ließ seinen jüngeren Bruder in Aachen als Bürgen für seine Schulden zurück und ging wahrscheinlich nach Flandern. Die Gläubiger drohten Richard, ihn an England auszuliefern, wo die de la Poles nun eine familia non grata waren, aber er konnte entkommen und fand Exil in Buda bei König Ladislaus II. von Böhmen und Ungarn.
1506 wurde Edmund schließlich in Namur gefangen genommen und an Heinrich VII. ausgeliefert. 1509 folgte Heinrich VIII. seinem Vater nach, begnadigte jedoch weder Edmund noch seinen Bruder. Daraufhin schloss sich Richard Ludwig XII. von Frankreich an, der 1512 einen Krieg mit England begann und die Ansprüche de la Poles auf den englischen Thron offiziell unterstützte. Wegen dieser Bedrohung ließ Heinrich jede Gnade für die de la Poles fallen und Edmund schließlich 1513 köpfen.
Richard hingegen war einer der Kommandanten der französischen Armee und führte den längst aberkannten Titel eines Earl of Suffolk nach Edmunds Tod. 1514 sah es kurz so aus, als sollten die lange gehegten Träume der de la Poles wahr werden: Richard führte 12.000 Söldner, die für die Verteidigung der Bretagne sorgen und eine Invasion Englands vorbereiten sollten. Diesem Traum setzte jedoch der Frieden mit England ein Ende, dem Richards Ausweisung aus Frankreich folgte.
Daraufhin ging er nach Metz in Lothringen, wo er ein Domizil in La Haute Pierre errichten ließ. Obwohl er nun ohne jede politische Macht war, sahen ihn Heinrich VIII. und Kardinal Wolsey immer noch als große Bedrohung an und ließen ihn unter anderem durch den deutsch-niederländischen Komponisten Petrus Alamire ausspionieren. Mehrmals verhandelte er mit Franz I. und John Stewart, 2. Duke of Albany, dem schottischen Regenten, über eine Invasion Englands, die jedoch nie stattfinden sollte.
Richard de la Pole starb, als er mit Franz I. in der Schlacht von Pavia als Anführer der Schwarzen Bande gegen die Armee Karls V. kämpfte. Mit ihm ging auch die zweihundertjährige Macht der de la Poles zu Ende.